# Konoe Atsumaro
Det här är en artikel om en person med japanskt personnamn; Konoe är familjenamnet.

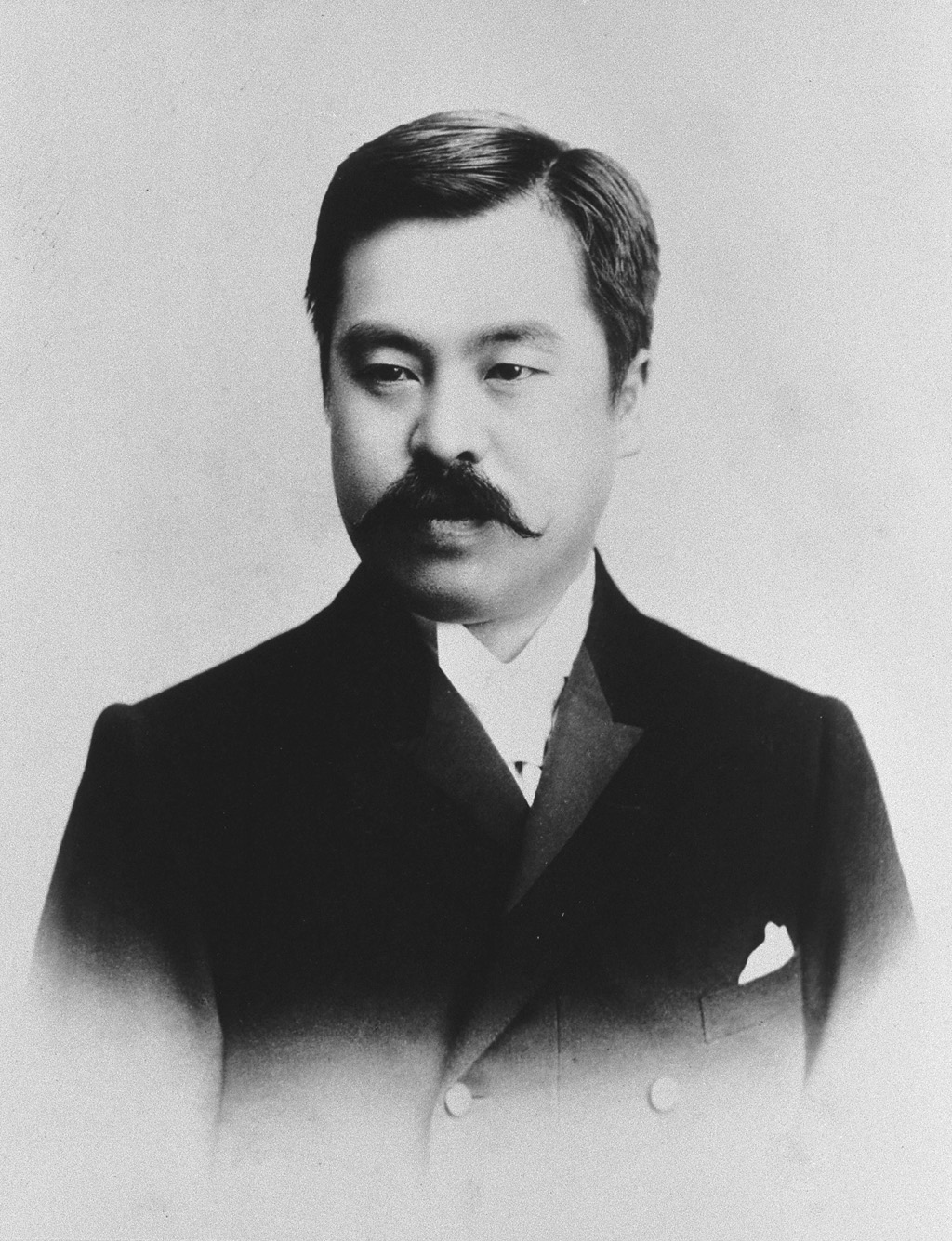
Furst Atsumaro Konoe

Konoe Atsumaro (近衛 篤麿), född 10 augusti 1863 i Kyoto, död 1 januari 1904, var en japansk statsman, politiker och furste. Han var far till premiärministern Konoe Fumimaro.
Konoe Atsumaro föddes i Kyoto till en högadlig familj, och hans far Konoe Tadafusa var hovtjänsteman av högsta graden. Mellan 1885 och 1890 reste han i Europa och studerade vid universiteten i Bonn och Leipzig. Efter 6 års universitetsstudier i Tyskland förvärvade han 1890 doktorsvärdighet på avhandlingen Ministerverantwortlichkeit in Japan. När han återvände blev han ledamot i japanska pärskammaren som koshaku (furste) och var mellan 1896 och 1903 dess talman.
Konoe stiftade 1898 sällskapet Tōa dōbunkai ("östasiatiska sällskapet på grundvalen av samma skriftsystem"),
som sökte bekämpa Rysslands maktutvidgningsförsök i Manchuriet och Korea och verka för japanernas förbrödring med kineser och koreaner genom att inrätta japanskledda skolor i Kina (Qingdynastin) och Korea
samt genom understöd åt kinesiska och koreanska studerande i Japan och utsändande av kunskapare och anordnande av politiska demonstrationer. Sällskapet upplöstes på japanska regeringens önskan i december 1903
under de diplomatiska förhandlingar, som föregick
krigsutbrottet mellan Ryssland och Japan.
Även vid andra tillfällen råkade Konoe i konflikt med Ito Hirobumis försiktigare politik. Han var en motståndare till politik grundad på klaner eller intressegrupper. Som ordförande i styrelsen för adelsskolan Gakushūin i Tokyo främjade Konoe energiskt modern vetenskaplig och även fysisk uppfostran av den uppväxande generationen inom hovadeln.